# Burg Richen
Die Burg Richen ist eine abgegangene Burg bei dem heutigen Ortsteil Richen der Stadt Eppingen im Landkreis Heilbronn in Baden-Württemberg.
Vermutlich wurde die Burg, deren ehemalige Lage nicht bekannt ist, um 1200 bis 1300 von der Herren von Richen erbaut, deren Ortsadel von 1240 bis ins 14. Jahrhundert nachgewiesen ist. Eine Burg wurde 1335 nachgewiesen und 1350 erwähnt.
Als spätere Besitzer werden Hans von Hohenhardt und Dieter von Gemmingen genannt.
Von der nicht mehr lokalisierbaren ehemaligen Burganlage ist nichts erhalten.